# Тръпкова галерия
Тръпковата галерия е името, под което остава в историята първата художествена галерия, открита в София, на адрес „Аксаков“ №16. Създадена е през 1910 г. от художника и декоратор Тръпко Василев и просъществувала до 1944 г. с прекъсване между 1928 и 1931 г. Сградата е проектирана от известните архитекти Иван Васильов и Димитър Цолов.
Василев създава галерията, воден от мечтата си да даде поле на изява на всички художници, които желаят да изложат творбите си, и въпреки недоброто си материално положение издържа галерията в продължение на много години. Много художници, добили междувременно и впоследствие национална известност и значимост, са излагали творбите си в Тръпковата галерия. Измежду тях са Никола Танев, Иван Милев, Константин Щъркелов, Борис Михайлов, Александър Мутафов, Никола Маринов, Жорж Папазов. Самият Василев прави свои изложби там до 1922 г.
Галерията е била домакин и на беседи по проблемите на изкуството, често водени от поета Гео Милев, и на лекции по история на изкуството, четени от живописеца и изкуствовед Антон Митов. Първата школа по българско танцово изкуство е провеждала занятията си в Тръпковата галерия.
На етажите над Тръпковата галерия видният хирург в София доктор Наум Пасхов отваря частна хирургическа клиника.
След 1944 г. залата е превърната в скулптурно ателие на Националната художествена академия, до реституцията на сградата през 1992 г.
В 2013 година с финансиране от собствениците и личен труд на внучката на доктор Пасхов фасадата на зданието е обновена, като са запазени изцяло автентичните ѝ елементи.